# كأس ديفيز 1974
كأس ديفيز 1974 هو الموسم 63 من  كأس ديفيز. فاز فيه منتخب جنوب أفريقيا لكأس ديفيز.